# 南興線
南興線（ナムンせん）は、朝鮮民主主義人民共和国平安北道博川郡にある孟中里駅から平安南道安州市にある南興駅までを結ぶ鉄道路線である。

## 路線データ
- 路線距離：孟中里～南興間?km
- 駅数：3（両端駅を含む）
- 軌間：1435mm
- 電化区間：孟中里～松道間（直流3000V）
- 複線区間：なし

## 駅一覧
| 駅名     | 駅名     | 駅名         | 駅間キロ (km) | 累計キロ (km) | 接続路線                     | 所在地          |
| 日本語   | 朝鮮語   | 英語         | 駅間キロ (km) | 累計キロ (km) | 接続路線                     | 所在地          |
| -------- | -------- | ------------ | ------------- | ------------- | ---------------------------- | --------------- |
| 孟中里駅 | 맹중리역 | Maengjung-ri | 0.0           | 0.0           | 北朝鮮鉄道省：平義線・博川線 | 平安北道 博川郡 |
| 松道駅   | 송도역   | Songdo       |               |               | 北朝鮮鉄道省：亀鳳山線       | 平安南道 安州市 |
| 南興駅   | 남흥역   | Namhŭng      |               |               |                              | 平安南道 安州市 |

## 参考資料
- 国分隼人（2007年）. 『将軍様の鉄道 北朝鮮鉄道事情』, 新潮社. ISBN 9784103037316